# Hello! Project
Hello! Project (яп. ハロー!プロジェクト Харо:! Пуродзэкуто) — японский идол-проект, представляющий собой объединение женских музыкальных групп, продюсируемый Цунку и находящийся под эгидой агентства по поиску талантов Up-Front Promotion. Почти все записи артистов Hello! Project выпускаются подразделением Up-Front Works на таких звукозаписывающих лейблах как zetima, PICCOLO TOWN и hachama. Первые записи Country Musume и Coconuts Musume выпускались под лейблом Sony, а записи Heike Michiyo под лейблом Warner Bros., но в итоге все они также перешли к лейблу zetima.
В рамках проекта проводятся создание женских музыкальных идол-групп, прослушивания для занятия вакантных мест в группах, написание музыки и текста для песен, что чаще всего делает сам Цунку, издание CD и DVD-дисков, а также проведение концертов.

## История
26 января 1998 года японская рок-группа Sharam Q проводила прослушивание вокалисток на шоу поиска талантов ASAYAN, в результате были созданы группа Morning Musume, неофициально существовавшая уже с ноября 1997 года, и совместный клуб Hello! 1 апреля 1999 года Hello! переименован в Hello! Project. В июле 1999 года был проведён совместный концерт Hello! Project '99 на арене Иокогамы. В апреле-июне 2002 года состоялось прослушивание в Hello! Project Kids, оно было первым прослушиванием, в название которого входит словосочетание Hello! Project, после этого прослушивания стали регулярными, например в Hello! Project Egg и Hello! Project Kansai. 31 июля 2002 года прошла реформа всех групп Hello! Project, в результате словосочетание Hello! Project стало вытесняться из названий групп. Так, например, из группы Hello! Project Kids были созданы группы Berryz Kobo и C-ute.

## Группы
Hello! Project включает в себя музыкальные идол-группы, которые выступают независимо друг от друга. В разные годы существовали разные группы, так как одни группы расформировываются, а другие формируются на их месте. Каждая группа и каждый артист имеет свой собственный стиль.
По состоянию на 2024 год проект включает следующие группы:
- Morning Musume (с 1997 года) — группа, являющаяся ядром проекта, с создания которой проект и начался.
- Angerme (с 2009 года, до 17 декабря 2014 года — S/mileage)
- Juice=Juice (с 2013 года)
- Camellia Factory, по-японски Tsubaki Factory (яп. つばきファクトリー) (с 2015 года)
- BEYOOOOONDS (с 2018 года)
- OCHA NORMA (с 2021 года)
- Rosy Chronicle (с 2024 года)

Также в рамках проекта существуют коллективы учащихся или так называемых стажёрок:
- Hello Pro Kenshusei (с 2004 года)
- Hello Pro Kenshusei Hokkaido (с 2016 года) — подразделение Hello Pro Kenshusei на Хоккайдо

Также иногда для исполнения музыкальных композиций объединяются участники из разных групп и такое объединение выступает в роли отдельной группы. Примером такой группы является группа Buono!, состоящая из двух участниц группы Berryz Kobo и одной участницы группы °C-ute.

### Расформированные группы
Ранее существовали следующие группы (список не полный):
| Группа                                         | Годы                              |
| ---------------------------------------------- | --------------------------------- |
| Magnolia Factory                               | 2015–2020                         |
| Country Girls (Country Musume / Country Girls) | 1999–2019 (1999–2014 / 2014–2019) |
| °C-ute                                         | 2005–2017                         |
| Berryz Kobo                                    | 2004–2015                         |
| SI☆NA                                          | 2008–2011                         |
| Aa!                                            | 2003–2004 и 2009–2011             |
| Tanpopo                                        | 1998–2003 и 2009–2011             |
| Guardians 4                                    | 2009–2010                         |
| Ongaku Gatas                                   | 2007–2010                         |
| Melon Kinenbi                                  | 1999–2010                         |
| MilkyWay                                       | 2008–2009                         |
| Kira Pika                                      | 2007–2009                         |
| GAM                                            | 2006–2009                         |
| V-u-den                                        | 2004–2008                         |
| Coconuts Musume                                | 1999–2008                         |
| Def.Diva                                       | 2005–2007                         |
| Ecomoni                                        | 2004–2007                         |
| W                                              | 2004–2006                         |
| Taiyō to Ciscomoon                             | 1999–2000                         |